# چیرچلو
چیرچلو (به ایتالیایی: Circello) یک کومونه در ایتالیا است که در استان بنونتو واقع شده‌است.

## خصوصیات
چیرچلو ۴۵٫۴ کیلومترمربع مساحت و ۲٬۵۶۱ نفر جمعیت دارد.